# ホラズム人民ソビエト共和国

ホラズム人民ソビエト共和国
Хорезмская Народная Советская Республика (ロシア語)

国の標語: Бутун дунё пролетарлари, бирлашингиз!（ウズベク語）
万国の労働者よ、団結せよ！
ホラズム人民ソビエト共和国の位置

ホラズム人民ソビエト共和国（ホラズムじんみんソビエトきょうわこく、ロシア語: Хорезмская Народная Советская Республика, Khorezmskaya Narodnaya Sovetskaya Respublika）は、1920年2月にヒヴァ・ハン国の継承国として作られた国家である。このときハーンは民衆の圧力に応じて王位を退いて一市民となり、1920年4月26日、第一ホラズム会議（Khorezm Kurultay）で独立が公式に宣言された。1923年10月20日、ホラズム社会主義ソビエト共和国（ホラズムしゃかいしゅぎソビエトきょうわこく、ロシア語: Хорезмская Социалистическая Советская Республика、ホラズムSSR）に名称を変えた。
ホラズムSSRは1925年2月17日まで存在し、この後中央アジアを横断する民族境界の一部としてウズベクSSRとトルクメンSSR、カラカルパク自治州に分割された。

## 政治

### 革命委員会議長
- 1920年2月2日 - 1920年3月 : Hoji Pahlavon Niyoz Yusuf

### 臨時政府議長
- 1920年3月 - 1920年4月30日 : Jumaniyoz Sulton Muradoghli

### 人民代表常設委員会議長
- 1920年4月30日 - 1921年3月6日 : Hoji Pahlavon Niyoz Yusuf
- 1921年3月6日 - 1921年5月15日 : Qoch Qoroghli (臨時革命委員会議長)
- 1921年5月15日 - 1921年5月23日 : Khudoybergan Divanoghli

### 中央執行委員議会議長
- 1921年5月23日 - 1921年6月 : Mulla Nozir
- 1921年6月 - 1921年9月 : Allabergan
- 1921年9月 - 1921年11月27日 : Ata Maqsum Madrahimoghli
- 1921年11月27日 - 1922年6月23日 : Jangibay Murodoghli
- 1922年6月23日 - 1922年10月20日 : Abdulla Abdurahmon Khojaoghli
- 1923年10月20日 - 1924年 : K. Safaroghli
- 1924年 : Sultonkari Jumaniyoz
- 1924年2月2日 - 1920年2月17日 : Temurkhoja Yaminoghli

## 地理

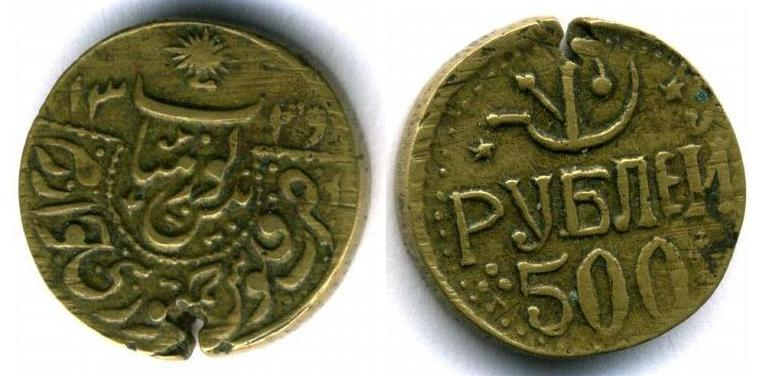
1920年-21年の500ルーブル硬貨

ホラズム人民民族共和国は周囲の多くの境界がトルキスタン自治ソビエト社会主義共和国に接しており、東部では一部ブハラ人民ソビエト共和国と、西部ではキルギスASSRと、北部ではアラル海と接している。面積は62,200km2であり人口は60万人、民族的にはウズベク人62.5%、トルクメン人28.6%、カラカルパク人3.0%、カザフ人3.5%であった。首都はヒヴァ。

## 註
1. 1 2  Khorezm People's Soviet Republic: Big Soviet Encyclopedia on-line edition. （ロシア語）